# 頓奇涅
48°0′9″N 31°49′32″E / 48.00250°N 31.82556°E
頓奇涅（烏克蘭語：Дончине），是烏克蘭中部的村莊，隸屬基洛夫格勒州的克羅皮夫尼茨基區。該村面積1.3平方公里，海拔高度160米，2001年人口91，人口密度每平方公里70.1人。